# Jerzy Matuszewski
Jerzy Matuszewski (ur. 30 lipca 1950 w Dzierzbinie) – polski samorządowiec, w latach 1986–1990 naczelnik, a w latach 1990–2018 wójt gminy Mycielin.

## Życiorys
Syn Władysława i Stanisławy, w trakcie sprawowania urzędu zdobył wykształcenie wyższe magisterskie. 1 lipca 1986 został naczelnikiem gminy Mycielin. Od tego czasu aż do 2018 nieprzerwanie zarządzał gminą: do 1990 jako naczelnik, następnie jako wójt. Od 2002 wybierany w wyborach bezpośrednich, za każdym razem w pierwszej turze z ramienia Polskiego Stronnictwa Ludowego, po raz ostatni uzyskał reelekcję w 2014. Został także członkiem Związku Komunalnego Gmin „Czyste Miasto, Czysta Gmina”. Był jednym z pięciu najdłużej urzędujących wójtów w Polsce (według stanu na rok 2016). 1 lipca 2016 świętował jubileusz trzydziestolecia pracy na stanowisku. W 2018 nie ubiegał się o reelekcję; na stanowisku wójta zastąpił go Rafał Szelągowski. W tym samym roku bezskutecznie kandydował do rady powiatu kaliskiego.